# 熊会贞
熊會貞（？—1936年5月25日），中国地理学家，楊守敬弟子。

## 生平
熊会贞一直協助楊守敬完成《水經注疏》的工作，熊会贞在《〈水经注疏〉修改意见》中所说的“文，先生三分之二，会贞三分之一”。杨守敬也对陈衍所说：“吾书幸以成，多弟子熊生助属稿”楊守敬去世後，熊会贞繼續《水经注疏》稿本的誊正工作，又编成《水经注疏要删再续补》四十卷。
熊会贞治郦學有極大成就，如《河水》一章，他在卷二中指出：此卷首列“河水”二字，非指黄河之水，而是指塔里木河。並且肯定戴震删“河水”二字之功。民国十九年四月，日人森鹿三多次求購其書稿不成。民国二十五年（1936年）5月25日，熊会贞在武昌逝世。
1938年熊会贞之子熊小固將《水经注疏要删再续补》稿本与《水经注疏》四十卷稿本卖给国立编译馆，“得价一千元”。徐恕抄录有《水经注疏》副本，1954年，徐氏将此本以一万六千元的价格卖给中国科学院图书馆，现藏中国科学院图书馆。《杨熊合撰水经注疏》是正本書稿今藏于台北图书馆。